# دانشگاه علوم پزشکی تبریز
دانشگاه علوم پزشکی تبریز که تحت عنوان دانشگاه علوم پزشکی و خدمات بهداشتی-درمانی تبریز شناخته می‌شود، یکی از دانشگاه‌های شهر تبریز است.
این دانشگاه دارای ۱۲ دانشکده است.

## ساختار دانشگاه
- ریاست دانشگاه
- هیئت امنا
- معاونت‌ها
- مدیریت‌ها
- ادارات
- دانشکده‌ها
- شبکه‌های بهداشتی-درمانی
- پژوهشکده‌ها
- مراکز تحقیقاتی
- مراکز آموزشی-درمانی
- دانشکده های مستقل زیرنظر غیر مستقیم دانشگاه(دانشکده مراغه و دانشکدۀ سرآب)[۴]

## هیئت رئیسه دانشگاه
- رئیس دانشگاه:احمدرضا جودتی
- معاون آموزشی: سعید اصلان‌آبادی
- معاون بهداشت: احمد کوشا
- معاون درمان: اصغر جعفری روحی
- معاون توسعه مدیریت و منابع: حسین عبدالهی
- معاون غذا و دارو: محمدرضا سیاهی
- معاون تحقیقات و فناوری: خسرو ادیب‌کیا
- معاون دانشجویی و فرهنگی: مهدی نظری

## مدیریت ها
- مدیر آمار، فن‌آوری اطلاعات و امنیت فضای مجازی: طاها صمدسلطانی
- مدیر حقوقی دانشگاه: فرهاد اسماعیلی
- مدیر هسته گزینش دانشگاه: احد بناگذار محمدی
- مدير امور بین‌الملل: سمیه آقابگلو
- مدير روابط عمومی دانشگاه: رضا محمدی نسب
- مدير امور پشتیبانی و رفاهی: رضا دلجوان
- مدير امور فنی و نظارت بر طرح های عمرانی: ابراهیم هوشیار
- مدير امور مالی: صادق سلیمانی‌نژاد
- مدير برنامه ریزی بودجه و پایش عملکرد: بهزاد نجفی
- مدير توسعه سازمان و تحول اداری: بهارک عباسی
- مدير منابع انسانی: وحدت خیرخواهان حقیقی
- مدير بازرسی ارزیابی عملکرد و پاسخگویی به شکایات: حسین خسروشاهی
- مديریت سازمان های مردم نهاد (سمن) و خیرین سلامت: بدون متصدی
- مدير آموزش مداوم جامعه پزشکی: فاطمه روانبخش گاوگانی

## ادارات
این دانشگاه دارای  ۸ اداره می باشد (زیرنظر مستقیم ریاست دانشگاه):
- کمیته تحقیقات و فناوری دانشجویی: لیلا نیک نیاز
- اداره امور آزمایشگاه‌های استان: سید منوچهر نورآذریان
- آزمایشگاه جامع تحقیقات: مهدی مهدی پور
- دبیرخانه کلان منطقه دو
- کارگروه سلامت و امنیت غذایی
- حوزه مشارکت های اجتماعی
- واحد امور ایثارگران
- اداره پدافند غیرعامل: غلامرضا نورآبادی

## شبکه های بهداشتی-درمانی
1. شبکه بهداشتی-درمانی آذرشهر
2. شبکه بهداشتی-درمانی اهر
3. شبکه بهداشتی-درمانی اسکو
4. شبکه بهداشتی-درمانی بستان آباد
5. شبکه بهداشتی-درمانی بناب
6. مرکز بهداشت شهرستان تبریز
7. شبکه بهداشتی-درمانی جلفا
8. شبکه بهداشتی-درمانی چاراویماق
9. شبکه بهداشتی-درمانی خداآفرین
10. شبکه بهداشتی-درمانی شبستر
11. شبکه بهداشتی-درمانی کلیبر
12. شبکه بهداشتی-درمانی عجب شیر
13. شبکه بهداشتی-درمانی مرند
14. شبکه بهداشتی-درمانی ملکان
15. شبکه بهداشتی-درمانی میانه
16. شبکه بهداشتی-درمانی ورزقان
17. شبکه بهداشتی-درمانی هریس
18. شبکه بهداشتی-درمانی هشترود
19. شبکه بهداشتی-درمانی هوراند

(شهرستان های لیلان و ترکمانچای هنوز به شبکه تبدیل نشده است)

## رؤسا شبکه های بهداشتی-درمانی
- مدیر شبکه بهداشتی-درمانی آذرشهر: عزیززاده
  - معاون: غلامی
- مدیر شبکه بهداشتی-درمانی اهر: نیک‌آذر
  - معاون: نیک نفس
- مدیر شبکه بهداشتی-درمانی اسکو: شیرجنگ 
  - معاون: راشدی
- رئیس شبکه بهداشتی-درمانی بستان آباد: آقازاده
  - معاون: زمستانی
- رئیس شبکه بهداشتی-درمانی بناب: باقری
  - معاون: عیوضی
- رئیس مرکز بهداشت شهرستان تبریز ۱: محمدزاده
  - معاون: قره‌خانی
- رئیس مرکز بهداشت شهرستان تبریز ۲: نیرپور
  - معاون:بدون متصدی
- مدیر شبکه بهداشتی-درمانی جلفا: مرتضوی
  - معاون: شیرگول
- مدیر شبکه بهداشتی-درمانی چاراویماق: رستمی
  - معاون:بدون متصدی
- مدیر شبکه بهداشتی-درمانی خداآفرین: نایبی
  - معاون: اکرمی
- مدیر شبکه بهداشتی-درمانی شبستر: هاشمی اقدم
  - معاون: پیری
- رئیس شبکه بهداشتی-درمانی کلیبر: بهنیانفر
  - معاون: امید
- مدیر شبکه بهداشتی-درمانی عجب شیر: پاشایی‌فر
  - معاون: رجب‌زاده
- مدیر شبکه بهداشتی-درمانی مرند: دده‌خانی
  - معاون: صباغی
- رئیس شبکه بهداشتی-درمانی ملکان: اشتری
  - معاون: بدون متصدی
- مدیر شبکه بهداشتی-درمانی میانه: رحمتی
  - معاون: رحمتی
- رئیس شبکه بهداشتی-درمانی ورزقان: صادقی
  - معاون: بدون متصدی
- مدیر شبکه بهداشتی-درمانی هریس: عدل هریس
  - معاون: کشی زاده
- رئیس شبکه بهداشتی-درمانی هوراند: مرادپور
  - معاون:بدون متصدی
- مدیر شبکه بهداشتی-درمانی هشترود: علیزاده
  - معاون: مهدوی

## مراکز آموزشی-درمانی
- مرکز آموزشی-درمانی الزهرا (زنان و زایمان)
  - ریاست مرکز: مریم واعظی
- مرکز آموزشی-درمانی اسدآبادی
  - ریاست مرکز: جلال فرمانی قره بابا
- مرکز آموزشی-درمانی امام رضا(ع)
  - ریاست مرکز: مجتبی محمدزاده لامع
- مرکز آموزشی-درمانی شهید آیت الله مدنی (قلب و عروق)
  - ریاست مرکز: ناصر صفائی
- مرکز آموزشی-درمانی سینا (سوختگی و پوست)
  - ریاست مرکز: پرویز صالح
- مرکز آموزشی-درمانی کودکان
  - ریاست مرکز: پرویز محمدی‌نسب
- مرکز آموزشی-درمانی طالقانی
  - ریاست مرکز: منصور رضائی
- مرکز آموزشی-درمانی شهدا
  - ریاست مرکز: علی فتوحی ملکی
- مرکز آموزشی-درمانی نیکوکاری
  - ریاست مرکز: علیرضا جوادزاده
- مرکز آموزشی-درمانی علوی (چشم‌پزشکی)
  - ریاست مرکز: حبیبه صادق میرانی
- مرکز آموزشی-درمانی باباباغی
  - ریاست مرکز: سعید یوسفی
- مرکز آموزشی-درمانی رازی (اعصاب و روان)
  - ریاست مرکز: علی اصغرزاده
- مرکز آموزشی، درمانی و پژوهشی کودکان زهرا مردانی آذری
  - ریاست مرکز: محمد برزگر

(مراکز آموزشی-درمانی که جلوی آن‌ها نام یکی از شاخه‌های علوم پزشکی نوشته شده است فقط مختص آن رشته فعالیت دارد)

## دانشکده ها
دانشگاه علوم پزشکی تبریز شامل ۱۳ دانشکده زیر است :
- دانشکده پزشکی
- دانشکده دندان پزشکی
- دانشکده داروسازی
- دانشکده پیراپزشکی
- دانشکده علوم توان بخشی
- دانشکده تغذیه و علوم غذایی
- دانشکده پرستاری و مامایی
- دانشکده بهداشت
- دانشکده علوم نوین پزشکی
- دانشکده طب سنتی
- دانشکده مدیریت و اطلاع رسانی پزشکی
- پردیس بین المللی جلفا

## مجتمع های سلامت آموزش عالی
این دانشگاه شامل ۴ مجتمع سلامت آموزش عالی است  (که بعنوان دانشکده نیز یاد می شود):
- مجتمع سلامت آموزش عالی اهر
- مجتمع سلامت آموزش عالی بناب
- مجتمع سلامت آموزش عالی مرند
- مجتمع سلامت آموزش عالی میانه

## هیئت امناءدانشگاه
- اعضا هیئت امنا
  - اعضاءحقیقی
    - مسعود پزشکیان
    - محمدعلی کی نژاد
    - ایرج حریرچی
    - غلامرضا شافعی
    - علی عبدالعلی زاده

  - اعضاء حقوقی 
    - استاندار: بهرام سرمست
    - رئیس دانشگاه: احمدرضا جودتی
    - رئیس دانشکده مراغه: اله‌ویردی ارجمند
    - رئیس دانشکدۀ سرآب: اکبر نادی
- کمیسیون دائمی
  - اعضاءحقیقی 
    - غلامرضا شافعی
    - محمدعلی کی‌نژاد

  - اعضاءحقوقی 
    - رئیس دانشگاه: احمدرضا جودتی
    - رئیس دانشکده مراغه: اله‌ویردی ارجمند
    - رئیس دانشکده سرآب: اکبر نادی
    - رئیس دبیرخانه هیات امنای دانشگاه علوم پزشکی تبریز: سعید سقطی‌زاد
    - رئیس دبیرخانه هیات امنای دانشکده علوم پزشکی مراغه: پریسا خاطرنشانیان فام
    - رئیس دبیرخانه هیات امنای دانشکده علوم پزشکی سرآب: علی بهادری

## پیشینه
دانشگاه تبریز، در اواخر جنگ جهانی دوم، در سال ۱۳۲۴، توسط سید جعفر پیشه‌وری تأسیس شد. مکان اولیه آن در محل دانشسرای پسران در میدان دانشسرا بوده و ریاست آن را  جهانشاهلو بر عهده داشت. در نخستین سال گشایش، تعداد ۱۷۹ دانشجو در رشته‌هایی از جمله پزشکی مشغول به تحصیل شدند.پس باز پس‌گیری  تبریز توسط ارتش شاهنشاهی ایران و استقبال آن توسط مردم این دانشگاه با پذیرش ۱۶۰ دانشجو در دو دانشکده پزشکی و ادبیات، به‌طور رسمی فعالیت آموزشی خود را آغاز نمود.
پس از انقلاب اسلامی، دانشکده پزشکی از دانشگاه تبریز منفک شده و به‌طور مستقل فعالیت‌های آموزشی و پژوهشی و درمانی خود را تحت عنوان دانشگاه علوم پزشکی و خدمات بهداشتی و درمانی تبریز ادامه داد.

## پژوهشکده ها
- بیومدسین (زیست پزشکی)
  - سلول‌های بنیادی
  - بیوتکنولوژی
  - پزشکی مولکولی
  - ایمونولوژی
  - هماتولوژی و انکولوژی
- علوم بالینی
  - گوارش و کبد
  - سل و بیماری‌های ریوی
  - بیماری‌های کلیه
  - بیماری‌های بافت همیند
  - بیماری‌های عفونی و گرمسیری
  - غدد درون‌ریز
- سالمندی
  - طب فیزیکی و توانبخشی
  - علوم اعصاب
  - روانپزشکی و علوم رفتاری
- علوم دارویی
  - ریز فناوری دارویی
  - علوم کاربردی دارویی
  - آنالیز دارویی
  - ایمنی دارو و غذا

## مراکز تحقیقاتی دانشگاه
دانشگاه علوم پزشکی تبریز دارای ۱۵ مرکز تحقیقاتی است:
1. NPMC مدیریت خدمات بهداشتی درمانی
2. مرکز تحقیقات کاربردی علوم دارویی
3. مرکز تحقیقات بیوتکنولوژی
4. مرکز تحقیقات سل و بیماری‌های ریوی
5. مرکز تحقیقات ریز فناوری دارویی (نانوتکنولوژی)
6. مرکز تحقیقات گوارش و کبد
7. مرکز تحقیقات علوم تغذیه
8. مرکز تحقیقات قلب و عروق
9. مرکز تحقیقات بیماری‌های عفونی و گرمسیری
10. مرکز تحقیقات هماتولوژی، انکولوژی
11. مرکز تحقیقات علوم اعصاب
12. مرکز تحقیقات سلامت زنان
13. مرکز تحقیقات آموزش علوم پزشکی
14. مرکز تحقیقات ایمونولوژی
15. مرکز رشد واحدهای فناور فراورده‌های دارویی

1. مرکز تحقیقات عوامل اجتماعی موثر بر سلامت

## مراکز
1. مرکز توسعه و هماهنگی پژوهش دانشگاه (RDCC)
2. مرکز توسعه پژوهش‌های بین رشته‌ای معارف اسلامی و علوم سلامت
3. مرکز ملی آموزش مدیریت سلامت NPMC
4. مرکز اورژانس پیش‌بیمارستانی و مدیریت حوادث
5. مرکز مطالعات و توسعه آموزش علوم پزشکی
6. مرکز رشد فناوری و تجهیزات پزشکی
7. مرکز رشد واحدهای دارویی
8. مرکز جامع اوتیسم
9. مرکز آموزش مداوم
10. مرکز رشد بیوتکنولوژی دارویی
11. واحد توسعه مطالعات مرور نظام‌مند و متاآنالیز
12. آزمایشگاه جامع تحقیقات
13. مرکز نوآوری و شتاب‌دهی سلامت
14. نمایشگاه مجازی محصولات فناوری
15. مرکز آموزش هوشمند
16. شبکه ملی تحقیقات پرستاری
17. دانشکده پرستاری میانه
18. مرکز آموزش‌ مهارتی و حرفه‌ای دانشگاه

## ریاست دانشگاه علوم پزشکی و خدمات بهداشتی-درمانی تبریز
- نصرت‌الله جهانشاهلو افشار
- خان‌بابا بیانی
- منوچهر اقبال
- سجادی
- محسن هشترودی
- عزالممالک اردلان
- محمدشفیع امین
- عباسقلی گلشاییان
- غلامعلی بازرگان
- هوشنگ منتصری
- منوچهر تسلیمی
- علی‌اکبر حسنعلی‌
- حبیب زاهدی
- محمدعلی صفاری
- محمدعلی فقیه
- قباد فتحی
- ابوالفتح ثقةالاسلامی
- حسین صادقی شجاع
- سید کاظم مداین
- حسین صادقی شجاع
- مسعود پزشکیان (رئیس‌جمهور فعلی ایران)
- محمد نوری (دستیار رئیس جمهور)
- احمدرضا جودتی
- احمدعلی خلیلی
- علیرضا جوادزاده
- علیرضا یعقوبی گلوردی
- محمدحسین صومی
- بهمن نقی پور
- احمدرضا جودتی[۶]

## نخستین استادان
- محمدشفیع امین
- جعفر ایزدی
- کریم ممقانی
- حسنعلی‌زاده
- ستار شمس‌نیا
- جواد چادرشبچی
- حمید برار
- محسن علوی
- علی اقبالی
- موسی ژام
- همایونی راد جنگجو[۷][۸]